# Amphilochus brunneus
Amphilochus brunneus is een vlokreeftensoort uit de familie van de Amphilochidae. De wetenschappelijke naam van de soort is voor het eerst geldig gepubliceerd in 1893 door Della Valle.